# Москальво
Москальво (рос. Москальво) — село у Охінському міському окрузі Сахалінської області Російської Федерації.
Населення становить 293 особи (2013).

## Історія
Від 1925 року належить до Охінського міського округу Сахалінської області.

## Населення
| 2002 | 2010 | 2013 |
| ---- | ---- | ---- |
| 808  | ↘351 | ↘293 |